# Вишнёвый кебаб

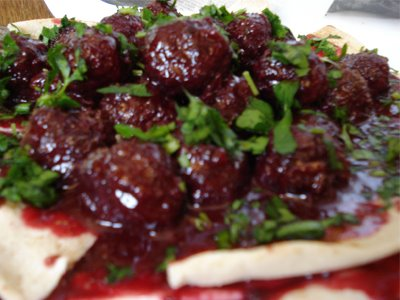
Вишнёвый кебаб

Вишневый кебаб (араб. كباب كرز) — разновидность кебаба, который готовится из фарша баранины и вишни. Название по-арабски — Кебаб Биль (Аль) Караз. Дополнительные названия и разновидности включают кебаб гараз (по-еврейски), вишневый кебаб, кебаб бил караз, вишневые фрикадельки, кебаб кон серезас (по-испански, мексиканское название), и фишна кебаб (по-армянски).
Вишневый кебаб — фирменное блюдо Алеппо, второго по величине города Сирии. Также он встречается по всему Леванту и принадлежит к левантийской кухне, его можно встретить на Кипре, в Иордании, Ливане, Палестине, Израиле и южной Турции.
Кебаб из вишни — это блюдо, напоминающее по приготовлению стью. Особенность этого блюда в том, что оригинальный вариант требует использования вишни Сент-Люси. Вишня Сент-Люси — небольшая (длиной 8-10 мм), яйцевидная, горькая вишня малинового цвета, меньше своего сладкого аналога. Он бывает нескольких разновидностей, включая Алеппо, Монморанси и Морелло.
Из-за кисло-сладкого вкуса, вишня идеально сочетается с бараниной. Ягода также придает этому блюду красивый яркий пурпурный цвет.
За неимением свежей вишни используется вишневое варенье.
Вишневый кебаб подается на лепешке, но также он прекрасно сочетается с рисом.